# Ледерхозе (община)
Ледерхозе (нем. Lederhose) — община в Германии, в земле Тюрингия.
Входит в состав района Грайц. Подчиняется управлению Мюнхенбернсдорф. Население составляет 267 человек (на 31 декабря 2012 года). Занимает площадь 4,84 км².